# Der Bulle von Tölz: www.mord.de
www.mord.de ist ein deutscher Fernsehfilm von Hans Werner aus dem Jahr 2000 nach einem Drehbuch von Tobias Siebert. Es ist die 29. Folge der Krimiserie Der Bulle von Tölz mit Ottfried Fischer als Hauptdarsteller in der Rolle des Hauptkommissars Benno Berghammer. Die Erstausstrahlung erfolgte am 4. Oktober 2000 auf Sat.1.

## Handlung
Die neue Filialleiterin der „Alpenländischen Kreditbank“, Doris Janker, findet den Computerfachmann Conny Rauscher tot im Internetcafé seiner Frau Trixi auf. Er ist durch einen heftigen Aufprall mit dem Hinterkopf gegen eine Tischkante ums Leben gekommen. Die Hauptkommissare Benno Berghammer und Sabrina Lorenz stochern zunächst im Nebel, zumal unklar ist, ob es sich um einen Unfall oder ein Tötungsdelikt handelt. Von den befragten Personen kann sich niemand vorstellen, weshalb jemand Conny Rauscher umbringen sollte.
Das Internetfieber grassiert: Prälat Barthel Hinter will Seelsorge per E-Mail betreiben und Resi Berghammer arrangiert über das Internet ein Blind Date für ihren Sohn Benno im „Café Edelweiß“ mit Martina Scherer. Auch diese hat das Treffen nicht selbst eingefädelt, sondern ihr Sohn Florian – sie alle hatten den Computerexperten Conny Rauscher mit der Gestaltung ihres Internet-Auftritts beauftragt, auch die neue Sparkassenleiterin Doris Janker, die erst kürzlich aus Chemnitz nach Oberbayern gezogen ist.
Bei dem Blind Date finden die beiden Verkuppelten Benno und Martina einen guten Draht zueinander. Auch die beiden Verkuppler Resi und Florian lernen sich später kennen.
Trixi Rauscher hat ein heimliches Verhältnis mit ihrem Stammkunden Florian Scherer, der sich ab sofort um die Aufträge kümmert, die Conny Rauscher an Land gezogen hat. Daraus lässt sich jedoch noch kein hinreichender Tatverdacht ableiten. 
Die Ermittlungen ergeben, dass Trixi Rauscher Nutznießerin einer Lebensversicherung in Höhe von einer Million Mark ist und somit ein Motiv hätte. Bald kommt auch Benno hinter Martinas großes Problem: Sie ist spielsüchtig und hat erst kürzlich 300.000 Mark verloren. Der Sparkassenvorstand Dr. Schmiedle gibt unter Druck zu, dass Gerhard Schillinger, der Vorgänger Doris Jankers, die gleiche Summe veruntreut hat. Aus Sorge um das Image der Bank wurde die Sache vertuscht; als Wiedergutmachung musste Schillinger sein Haus an die Bank überschreiben. Die Kommissare glauben nicht an einen Zufall, doch Gerhard Schillinger bestreitet jegliche Verbindung mit Martina Scherer. Nachdem Berghammer und Lorenz das Grundstück verlassen haben, fährt Schillinger zum Anwesen der Scherers und will von Martina wissen, woher die 300.000 Mark gekommen sind, die sie im Casino verspielt hat. Zunächst will sie ihm nichts sagen, doch als er ihr mit einem Kredit in Höhe von 100.000 Mark winkt, verrät sie ihm, dass sie das Geld von ihrem Sohn bekommen hat. Da knöpft er sich Florian vor und unterstellt ihm, sich bei der Bank hineingehackt zu haben, um das Geld abzuziehen und es so aussehen zu lassen, als sei er, Schillinger, es gewesen, weil Florian von ihm keinen Kredit bekommen hatte. Als die Kommissare hinzukommen, fordert Schillinger sie auf, Florian zu verhaften, weil er die Bank bestohlen habe. Florian gesteht, es für seine Mutter getan zu haben. Benno Berghammer wendet sich an Gerhard Schillinger und rät ihm, ebenfalls ein Geständnis abzulegen. Schillinger erklärt, Conny Rauscher nicht absichtlich getötet zu haben. Er habe ihn im Verdacht gehabt, das Geld abgegriffen zu haben, weil er das Computersystem der Bank installiert und sich demzufolge damit sehr gut ausgekannt habe. Bei einem Besuch im Internetcafé habe er sich ein Geständnis erhofft, doch Rauscher habe arrogant reagiert und sich über ihn und seine Familie lustig gemacht. Da sei er ausgerastet und habe ihm einen Stoß versetzt.

## Hintergrund
Die Dreharbeiten erfolgten in Bad Tölz, Gaißach (Friedhof) und Grünwald (Casino); als Schauplatz für die „Pension Resi“ diente das Hollerhaus Irschenhausen.
In diesem Film ist Multitalent Florian David Fitz in seiner ersten Fernsehrolle zu sehen. Zudem ist er von Lisa Fitz Cousin 2. Grades, die in dieser Folge seine Mutter spielt.

## Kritik
Die Programmzeitschrift TV Spielfilm schreibt: „Benno im Cyberspace: Ziemlich amüsant!“